# Station Stary Klukom
Station Stary Klukom is een spoorwegstation in de Poolse plaats Stary Klukom.